# Nikolaï Tikhonov
Pour les articles homonymes, voir Tikhonov.
Nikolaï Semionovitch Tikhonov (en russe : Николай Семёнович Тихонов) né le 22 novembre 1896 (4 décembre dans le calendrier grégorien) à Saint-Pétersbourg, Russie et mort le 8 février 1979 à Moscou, URSS est un écrivain, et poète soviétique et russe. Il a également signé deux films et quelques scénarios. Lauréat du Prix Lénine pour la paix (1957) et du prix national Taras Chevtchenko (1964) , Héros du travail socialiste (1966), triple lauréat du Prix Staline (1942, 1949, 1952). Membre de l'Union des écrivains soviétiques et des Frères Sérapion.

## Biographie
Fils d'un coiffeur et d'une couturière, il étudia à l'école de commerce de Saint-Pétersbourg, puis travailla dans sa ville natale comme sténographe au bureau de l'intendance de la flotte impériale de commerce et des ports de Russie et il commença à écrire ses premiers poèmes.
De 1914 à 1917, il combattit comme hussard de l'armée impériale de Russie dans les pays baltes. Après la révolution d'Octobre, pendant la guerre civile, il s'engagea comme volontaire dans l'Armée rouge où il défendit Saint-Pétersbourg contre les Blancs et ses premiers vers furent publiés. En août 1921, un an avant sa démobilisation, son premier professeur de littérature, Nikolaï Goumilev fut exécuté.
Démobilisé en 1922, il fit paraître cette année-là ses deux premiers recueils: La Horde et Ivresse. Continuant d'habiter Petrograd il fit partie d'un groupe littéraire les Frères Sérapion qui siégeait à la "Maison des Arts" sur la Perspective Nevski. Ce groupe s'opposait à la littérature officielle basée à Moscou et Nikolaï Tikhonov prit ses distances en créant une tendance politique qui se tourna précisément vers la littérature soviétique officielle.
Rallié aux bolchéviques, il écrivit des poèmes qui exaltaient l'enthousiasme révolutionnaire et la figure de Lénine pendant les années 1920. Dans les années 1930, pendant la dictature de Staline, il fit une brève carrière politique et en tant que représentant de la ligne officielle de la littérature de son pays, il servit de propagandiste, au sens soviétique du terme, au cours de son premier voyage à l'étranger. En 1935, faisant partie de la délégation soviétique au Congrès de la paix à Paris, il entra en relation avec Louis Aragon et Elsa Triolet et adopta les méthodes du Réalisme socialiste soviétique dans ses écrits.
Entre 1922 et le début de la Grande guerre patriotique, il effectua plusieurs séjours dans le Caucase et en Asie centrale qui lui fournirent les thèmes de ses vers et de ses récits en prose. Au cours de la Seconde Guerre mondiale, il resta dans Léningrad pendant les 900 jours du siège et participa au combat à la Direction des services de presse et de propagande de l'armée. Il rédigea des articles, des tracts, fit un grand nombre d'émissions exaltant l'héroïsme des assiégés, écrivit des vers comme Kirov (Sergueï Kirov) avec nous et des œuvres en prose recueillies sous le titre de Récits de Léningrad. Il obtint le Prix Staline en 1942 et parvint à être membre du Conseil de l'Union des écrivains soviétiques dont il devint le président en 1944. 
Il s'installa à Moscou. En 1946 il fut élu au Soviet suprême de l'URSS et il y siégea jusqu'à sa mort. Cependant, à la suite du scandale provoqué par la publication des œuvres de Mikhaïl Zochtchenko et Anna Akhmatova dans les revues Zvezda et Leningrad et d'une purge qui s'ensuit organisée par Andreï Jdanov, il fut « remplacé » par Alexandre Fadeïev à la tête de l'Union des écrivains soviétiques mais resta membre du conseil d'administration. Il joua aussi un rôle important dans le mouvement pacifiste et fut présent à la seconde Conférence mondiale de la paix en 1951. Après avoir obtenu une seconde fois le Prix Staline en 1949, il l'obtint de nouveau en 1952, avant de se voir décerner le Prix Lénine en 1957. Grâce à ses fonctions, pendant le Dégel des années 1960, il put s'opposer à des poètes de la jeune génération. Partisan de la ligne littéraire dure, il attaqua Boris Pasternak et, aux côtés de Mikhaïl Cholokhov, lutta contre Alexandre Soljenitsyne et d'autres écrivains dissidents. En 1970, il obtint de nouveau le Prix Lénine.
Il signe, avec un groupe d'écrivains soviétiques, la lettre ouverte publiée dans La Pravda le 31 août 1973 condamnant Alexandre Soljenitsyne et Andreï Sakharov.
Il meurt à Moscou le 8 février 1979. Sa dépouille se trouve au cimetière Novodievitchi à Moscou.

## Œuvres
En littérature:
- 1919-1922 : La Ballade des clous
- 1922 : La Horde
- 1922 : Ivresse
- 1921 : Nous avons désappris à donner aux mendiants
- 1924 : Face à face
- 1925 : Douze ballades
- 1927 : La Quête d'un héros, où l'on trouve, semble-t-il Tête brûlée, Le Calife, Camouflage, Nouvelle suivie d'une note, traduit en 1936 par Vladimir Pozner aux Éditions Gallimard dans la collection "Les Jeunes Russes"
- 1938 : L'Ombre d'un ami
- 1941 : Kirov est avec nous (prix Staline en 1942)
- 1943 : Récits de Léningrad en prose
- 1948 : Printemps géorgien (prix Staline en 1949)
- 1951 : Deux torrents (prix Staline en 1952)
- 1968 : Les Six colonnes

## Filmographie

### Réalisateur
- 1938 : Révolte dans le désert
- 1958 : Astronautes à quatre pattes (Четвероногие астронавты)

### Scénariste
- 1919 : Enfants: fleurs de la vie de Iouri Zhelyabuzhski
- 1930 : Zagovor myortvyh de Semion Timochenko
- 1936 : Trois femmes de Lev Arnshtam
- 1938 : Amis de Lev Arnshtam
- 1952 : Mtsvervalta dampkrobni de Davit Rondeli